# Norwegian Air Sweden
Norwegian Air Sweden é uma aviação baixo custo da Suécia criado pela Norwegian Air Shuttle. Criado em 20 de novembro de 2018, opera o Boeing 737 MAX 8 com serviços regulares do aeroporto de Estocolmo-Arlanda. Todas as aeronaves são registradas na Suécia.

## Frota
Em 27 de novembro de 2018 a frota da NAA tinha 3 aviões:
| Aeronave         | Total | Pedidos | Passageiros | Passageiros | Passageiros        | Passageiros |
| Aeronave         | Total | Pedidos | J           | Y+          | Y                  | Total       |
| ---------------- | ----- | ------- | ----------- | ----------- | ------------------ | ----------- |
| Boeing 737 MAX 8 | 3     | —       | 189         |             | Total de aeronaves | 3           |

## Ligações Externas
- Pagina oficial da Norwegian Air Sweden